# جابرييل سابو
جابرييل سابو (بالمجرية: Szabó Gabriella)‏ هي راكبة الكنو مجرية، ولدت في 14 أغسطس 1986 في بودابست في المجر.

## وصلات خارجية
- جابرييل سابو على موقع الاتحاد الدولي للكانو (الإنجليزية)
- جابرييل سابو على موقع اللجنة الأولمبية الدولية (الإنجليزية)
- جابرييل سابو على موقع أوليمبيديا (الإنجليزية)
- جابرييل سابو على موقع اللجنة الأولمبية المجرية (الهنغارية)